# Người Denisova
Người Denisova là một loài hoặc một phân loài người cổ xưa từng sinh sống trên hầu khắp châu Á khoảng từ giai đoạn sơ kỳ tới trung kỳ đá cũ (theo các chứng cứ hiện thời thì phạm vi sống cụ thể của họ rơi vào khoảng 285–52 ngàn năm trước). Bởi di cốt của loài người này rất hiếm, hầu hết những gì ta biết về họ đều thông qua các phương pháp di truyền học. Tới nay, các nhà khoa học chưa tìm được mẫu vật nào đủ hoàn chỉnh để có thể tiến hành mô tả học thuật, do vậy loài người này vẫn chưa có một danh pháp khoa học chính thức.
Giới khoa học lần đầu tiên xác định một cá nhân Denisova vào năm 2010, dựa trên DNA ty thể (mtDNA) chiết xuất từ xương ngón tay của một nữ giới vị thành niên phát hiện tại hang Denisova trên dãy Altay, Siberia, vào năm 2008. Phân tích DNA hạt nhân cho thấy người nữ kia có quan hệ huyết thống với người Neanderthal. Hang động này còn có dấu tích cư trú của người Neanderthal song chưa rõ liệu họ và người Denisova từng chung sống với nhau hay không. Nhiều mẫu vật Denisova mới tiếp tục được phát hiện ở hang Denisova và hang vôi Bạch Thạch Nhai trên Cao nguyên Tây Tạng, Trung Quốc. Bằng chứng DNA chỉ ra màu da, màu tóc và màu mắt của người Denisova đều rất sẫm; đồng thời hình thể và khuôn mặt của họ có lẽ trông rất giống người Neanderthal. Tuy vậy, những chiếc răng hàm của họ rất lớn và trông gần giống răng của những loài người thuộc khoảng Canh Tân trung đến muộn và các vượn nhân phương Nam.
Người Denisova dường như đã lai tạp với người hiện đại, điều mà có thể thấy rõ nhất (khoảng 5%) trong bộ gen của thổ dân Melanesia, thổ dân Úc và thổ dân Negrito Philippines. Sự phân bố gen chứng tỏ người Denisova đã lan rộng khắp Á-Âu, Philippines, tới New Guinea và/hoặc Úc, song ta chưa thể xác nhận điều này. Quá trình gen Denisova xâm nhập vào gen người hiện đại có lẽ xảy ra cách đây 30.000 năm ở New Guinea, điều mà nếu chính xác thì có thể chỉ ra rằng họ vẫn sống sót cho đến khoảng 14.500 năm trước. Hơn nữa, ta có bằng chứng rằng họ đã giao phối với quần thể Neanderthal tại Altay, theo đó khoảng 17% bộ gen Denisova từ Hang Denisova bắt nguồn tại đấy. Mẫu vật con lai thế hệ đầu tiên, biệt danh "Denny", có cha là người Denisova còn mẹ là người Neanderthal. Ngoài ra, 4% bộ gen Denisova bắt nguồn từ một loài người cổ xưa chưa xác định đã tách khỏi dòng dõi người hiện đại khoảng 1 triệu năm trước.
Phụ chú: Thuật ngữ "người hiện đại" trong bài đồng nghĩa với H. sapiens.

## Phân loại học
Người Denisova có lẽ là một loài Homo mới hoặc một phân loài cổ xưa của Homo sapiens (người hiện đại về mặt giải phẫu, hay ngắn gọn là người hiện đại), nhưng vấn đề ở đây là số di cốt của người Denisova còn rất hiếm nên ta chưa thể xác định vị trí chính xác của họ trên cây tiến hóa loài người. Các danh pháp khoa học được đề xuất bao gồm H. densova và H. altaiensis. Các nhà nghiên cứu Trung Quốc suy đoán rằng các mẫu vật Denisova thực chất thuộc loài Homo longi, ý kiến mà cũng được nhà cổ sinh vật học Chris Stringer tán thành.

### Lược sử nghiên cứu
Hang Denisova nằm về phía nam trung tâm Siberia trên dãy núi Altay, gần ngã ba biên giới Kazakhstan, Trung Quốc và Mông Cổ. Cái hang này được đặt theo tên ẩn sĩ người Nga Dyonisiy từng cư ngụ ở đây vào thế kỷ 18. Hang Denisova được nhà cổ sinh vật học người Nga Nikolai Ovodov khám phá lần đầu tiên vào những năm 1970.
Năm 2008, Michael Shunkov của Viện Hàn lâm Khoa học Nga cùng các nhà khảo cổ từ Viện Khảo cổ học và Dân tộc học thuộc Chi nhánh Siberia của Viện Hàn lâm Khoa học Nga đặt trụ sở tại Novosibirsk Akademgorodok đã tổ chức một cuộc điều tra thực địa hang động và tìm thấy xương ngón tay của một nữ hominin vị thành niên có niên đại cách đây 50–30.000 năm. Một nghiên cứu năm 2019 đã đẩy lùi ước tính thời gian về khoảng 76.200–51.600 năm trước. Mẫu vật này được đặt biệt danh là người phụ nữ X vì DNA ty thể của cô thuộc một dòng dõi hominin cổ đại mới lạ đối với khoa học, khác biệt về mặt di truyền với cả người hiện đại đương thời lẫn người Neanderthal.
Năm 2019, nhà khảo cổ người Hy Lạp Katerina Douka cùng các đồng nghiệp đã kiểm định niên đại các mẫu vật từ Hang Denisova bằng phương pháp cacbon phóng xạ và ước tính cá nhân Denisova 2 (mẫu vật lâu đời nhất) từng sống cách đây 195.000–122.700 năm. Ngoài ra, DNA Denisova với niên đại cổ hơn thế, cụ thể là 217.000 năm tuổi, đã được phát hiện trong lớp trầm tích ở buồng hang phía đông. Dựa trên các di vật được phát hiện cùng với các di cốt trong hang thì hominin cổ (rất có thể là người Denisova) có vẻ đã bắt đầu quần cư tại đây vào khoảng 287 ± 41 hoặc 203 ± 14 ka. Người Neanderthal cũng đã từng tới địa điểm này để cư trú và dường như chung sống với người Denisova vào khoảng 193 ± 12 ka và 97 ± 11 ka.

### Các mẫu vật
Hóa thạch của 5 người Denisova tại Hang Denisova đã được xác định nhờ phân tích DNA cổ đại (aDNA) từng mẫu vật, được đánh số lần lượt là Denisova 2, 3, 4, 8 và 11. Phân tích mtDNA phát sinh chủng loại kết luận mẫu 2 có niên đại cổ nhất, tiếp theo là mẫu 8, còn các mẫu 3 và 4 có niên đại xấp xỉ đồng thời. Trong quá trình giải trình tự DNA, các nhà di truyền nhận thấy rằng phần gen sót lại của các mẫu 2, 4 và 8 rất ít, nhưng may mắn thay phần lớn bộ gen mẫu 3 vẫn nguyên vẹn. Do vậy mẫu Denisova 3 được cắt thành hai mảnh, và kết quả giải trình tự DNA ban đầu của một mảnh sau đó được đem đối chiếu và xác minh độc lập với trình tự mtDNA của mảnh kia.
Bấy giờ, đây là những mẫu vật Denisova duy nhất được biết đến bởi giới khảo cổ. Năm 2019, nhóm nghiên cứu dẫn đầu bởi ba nhà khảo cổ Trần Phát Hổ, Trương Đông Cúc và Jean-Jacques Hublin đã mô tả một mảnh hàm dưới được phát hiện vào năm 1980 bởi một Tỳ-kheo bên trong động vôi Bạch Thạch Nhai tọa lạc trên cao nguyên Tây Tạng, Trung Quốc. Mẫu vật này được đặt biệt danh là hàm răng Hạ Hà, sau được lưu giữ trong bộ sưu tập của Đại học Lan Châu, nơi nó nằm phủ bụi cho đến tận năm 2010. Thông qua phân tích protein cổ đại, mảnh hàm được xác định có chứa collagen với trình tự tương đồng với người Denisova từ Hang Denisova. Hơn nữa, định niên đại lớp cacbonat bao bọc mẫu vật bằng phân rã uranium chỉ ra rằng mảnh hàm đã hơn 160.000 năm tuổi. Danh tính của quần thể này sau đó đã được xác nhận nhờ nghiên cứu DNA môi trường, qua đó tìm thấy mtDNA của người Denisova vương vãi ở các lớp trầm tích có niên đại từ 100.000-60.000 năm trước hiện tại, hoặc thậm chí gần hơn thế.
Năm 2018, một nhóm các nhà nhân chủng học hợp tác Lào-Pháp-Mỹ, vốn đã khai quật nhiều hang động trong đại ngàn của dãy Trường Sơn ở bên Lào từ năm 2008, được một số trẻ em địa phương dẫn đến địa điểm Tam Ngũ Hào 2 ("Hang rắn hổ mang"), giúp họ phát hiện được một chiếc răng người cổ bên trong. Xét về hình thái phát triển, chiếc răng với số danh mục TNH2-1 đã được xác định là thuộc về một đứa trẻ chừng 3,5 đến 8,5 tuổi; ngoài ra sự thiếu thốn amelogenin (một loại protein trên nhiễm sắc thể Y) chứng tỏ nó thuộc về một bé gái bị suy giảm protein dai dẳng. Phân tích bộ protein nha khoa đối với mẫu này không cho ra kết quả, song nhóm nghiên cứu nhận thấy giải phẫu của nó khá giống hàm Hạ Hà nên tạm thời phân loại chiếc răng thuộc về người Denisova, mặc dù không thể loại bỏ khả năng chủ nhân của chiếc răng là người Neanderthal. Niên đại mẫu này có lẽ nằm trong khoảng 164.000-131.000 năm trước đây.
Một số phát hiện cũ hơn có thể thuộc về dòng Denisova hoặc không, sở dĩ một phần là bởi ta vẫn chưa hình dung rõ về các cuộc thiên di của người cổ xưa ở châu Á. Một số phát hiện có phân loại mơ hồ bao gồm hộp sọ Đại Lệ, di cốt hominin tại Xujiayao, hộp sọ Mã Bá, di cốt hominin tại Kim Ngưu Sơn, và di cốt hominin tại Narmada. Hình thái hàm Hạ Hà chia sẻ nhiều điểm chung với một số hóa thạch ở Đông Á, chẳng hạn mẫu Bành Hồ 1, và ngay cả di cốt H. erectus được khai quật ở Trung Quốc. Năm 2021, nhà cổ nhân học người Trung Quốc Qiang Ji cho rằng loài H. longi, do ông đặt danh pháp, thực chất là một mẫu vật Denisova, dựa trên sự tương đồng giữa răng mẫu định danh với răng hàm Hạ Hà.
| Tên                                                           | Yếu tố di cốt                                         | Niên đại                               | Năm phát hiện | Địa điểm                          | Giới tính và tuổi đời           | Năm công bố     | Hình ảnh | Mã GenBank |
| ------------------------------------------------------------- | ----------------------------------------------------- | -------------------------------------- | ------------- | --------------------------------- | ------------------------------- | --------------- | --- | ---------- |
| Denisova 3 (biệt danh Người phụ nữ X)                         | Đốt xương đầu ngón tay thứ 5                          | 76,2–51,6 ka                           | 2008          | Hang Denisova (Nga)               | Nữ giới vị thành niên 13,5 tuổi | 2010            | Bản sao một phần của đốt ngón tay. | NC013993   |
| Denisova 4                                                    | Răng hàm vĩnh viễn thứ 2 hoặc thứ 3 của hàm trên      | 84,1–55,2 ka                           | 2000          | Hang Denisova (Nga)               | Nam giới trưởng thành           | 2010            | Bản sao răng hàm Denisova. Một phần gốc răng này đã bị phá hủy để lấy ADN ty thể. Kích cỡ và hình dạng của nó khác biệt so với răng neanderthal hoặc sapiens. | FR695060   |
| Denisova 8                                                    | Răng hàm vĩnh viễn thứ 3 của hàm trên                 | 136,4–105,6 ka                         | 2010          | Hang Denisova (Nga)               | Nam giới trưởng thành           | 2015            | | KT780370   |
| Denisova 2                                                    | Răng hàm sữa thứ 2 của hàm dưới                       | 194,4–122,7 ka                         | 1984          | Hang Denisova (Nga)               | Nữ giới vị thành niên           | 2017            | | KX663333   |
| Hàm răng Hạ Hà                                                | Mảnh hàm dưới                                         | > 160 ka                               | 1980          | Hang Bạch Thạch Nhai (Trung Quốc) |                                 | 2019            | |            |
| Denisova 11 (biệt danh Denny, con lai Denisova x Neanderthal) | Không rõ là mảnh xương chân hay xương tay             | 118,1–79,3 ka                          | 2012          | Hang Denisova (Nga)               | Nữ giới vị thành niên 13 tuổi   | 2016            | | KU131206   |
| TNH2-1                                                        | Vòng đỉnh răng hàm thứ 1 hoặc thứ 2 bên trái hàm dưới | 164-131 kyr                            | 2018          | Hang Tam Ngũ Hào 2 (Lào)          | Bé gái 3,5-8,5 tuổi             | 2022            | |            |
| Denisova 13                                                   | Mảnh xương đỉnh                                       | Địa tầng thứ 22 có niên đại ~285±39 ka | 2019          | Hang Denisova (Nga)               |                                 | Chưa quyết định | |            |

### Tiến hóa

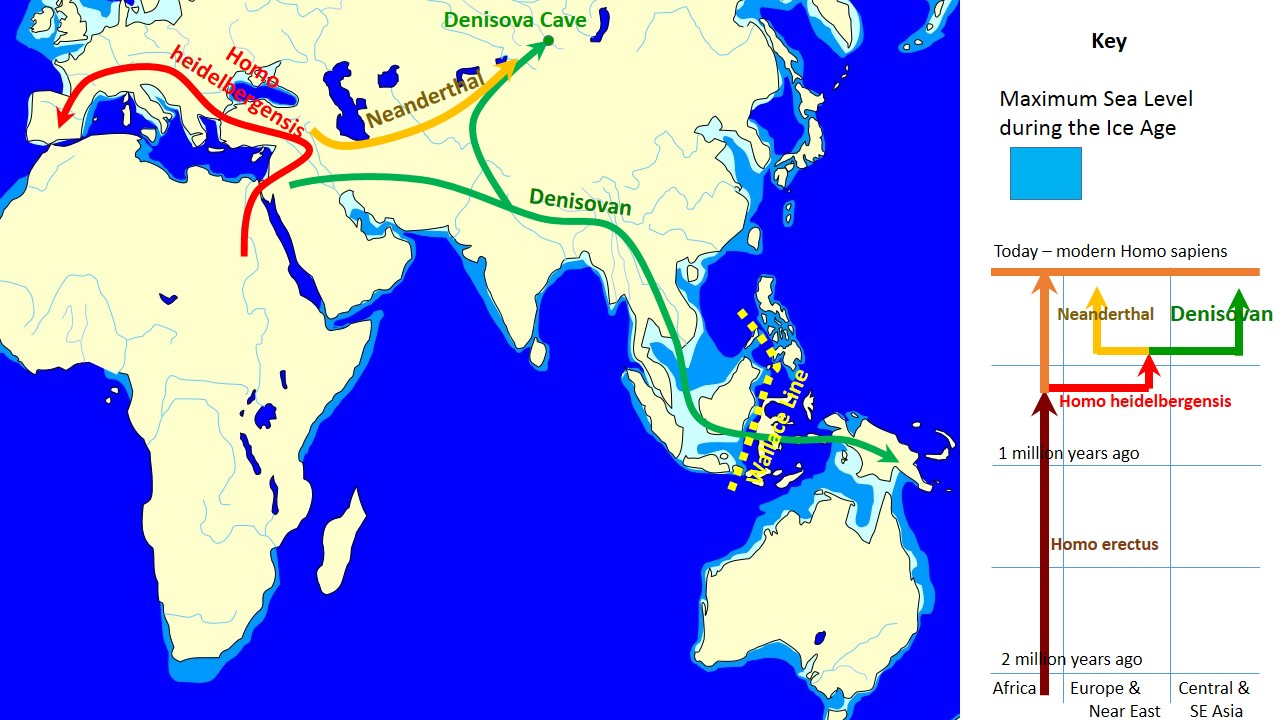
Cây tiến hóa và phân bố địa lý của người Denisova so với người Neanderthal, Homo heidelbergensis và Homo erectus

Nhóm các nhà khoa học dẫn đầu bởi Johannes Krause và Svante Pääbo từ Viện nhân chủng học tiến hóa Max Planck của Đức đã giải trình tự thành công DNA ty thể (mtDNA) của mẫu vật Denisova 3 (mức bảo quản tốt bởi nhiệt độ trung bình của hang ở điểm đóng băng). MtDNA của Denisova 3 khác người hiện đại ở 385 bazơ (nucleotide) trên tổng số khoảng 16.500 bazơ, trong khi khác biệt giữa người hiện đại và người Neanderthal là khoảng 202 bazơ. Để đối chiếu, sự khác biệt mtDNA giữa tinh tinh và người hiện đại rơi vào khoảng 1.462 cặp bazơ. Điều này chứng tỏ dòng mtDNA của người Denisova tách khỏi dòng mtDNA của người hiện đại và người Neanderthal khoảng 1.313.500–779.300 năm trước; còn dòng mtDNA của người hiện đại và người Neanderthal chia tách khoảng 618.000–321.200 năm trước. Krause và các đồng nghiệp kết luận rằng người Denisova là hậu duệ của một quần thể H. erectus di cư rất sớm ra khỏi châu Phi, hoàn toàn khác biệt với người hiện đại và người Neanderthal.
Tuy vậy, theo phân tích DNA hạt nhân (nDNA) của mẫu Denisova 3 ít bị nhiễm bẩn thì người Denisova và người Neanderthal có quan hệ họ hàng gần nhau hơn so với người hiện đại. Sử dụng phần trăm khoảng cách di truyền tính từ tổ tiên chung cuối cùng của người và tinh tinh thì dòng dõi Denisova/Neanderthal tách khỏi dòng dõi người hiện đại vào khoảng 804.000 năm trước rồi chia tách tiếp vào khoảng 640.000 năm trước. Giả thiết tốc độ đột biến là 1x10−9 hoặc 0.5x10−9 trên mỗi cặp bazơ (bp) mỗi năm, sự phân tách Neanderthal/Denisova lần lượt xảy ra cách đây khoảng 236–190.000 hoặc 473–381.000 năm. Giả thiết tốc độ đột biến 1.1x10−8 mỗi thế hệ mà cứ sau 29 năm lại có thế hệ mới thì thời điểm phân tách cách đây 744.000 năm. Giả thiết 5x10−10 điểm nucleotide mỗi năm thì thời điểm phân tách cách đây 616.000 năm. Nếu chấp nhận niên đại 616.000 năm, sự phân tách có lẽ xảy ra trước thời điểm các hominin phân tán khắp châu Âu. Homo heidelbergensis thường được coi là tổ tiên trực hệ của người Denisova và người Neanderthal, đôi khi bao gồm người hiện đại. Do sự khác biệt rõ rệt ở hình thái răng, dòng dõi Denisova có lẽ đã tách khỏi dòng dõi Neanderthal trước khi các đặc điểm nha khoa Neaderthal tiến hóa khoảng 300.000 năm trước.
DNA ty thể phân kỳ hơn của người Denisova có lẽ là dấu hiệu cho thấy họ đã lai tạp với một quần thể người siêu thái cổ không rõ tung tích, rất có thể là một quần thể bị sót lại của loài H. erectus hoặc giống H. erectus khoảng 53.000 năm trước. Cũng có thể đây là dấu vết của một dòng dõi mtDNA cổ đại đã tuyệt vong ở người hiện đại và Neanderthal do sự phiêu bạt di truyền. Người hiện đại đóng góp mtDNA cho dòng dõi Neanderthal; nhưng tới nay, mtDNA của người hiện đại chưa được tìm thấy trong bất cứ một bộ gen ty thể Denisova được giải trình tự nào. Trình tự mtDNA lấy từ xương đùi của một mẫu vật H. heidelbergensis 400.000 năm tuổi từ Hang Sima de los Huesos, Tây Ban Nha, được phát hiện là có quan hệ với các trình tự xuất hiện ở người Neanderthal và Denisova, nhưng gần hơn hết với dòng Denisova. Các tác giả của bài báo cho rằng mtDNA này đại diện cho một trình tự cổ mà về sau tiêu biến ở người Neanderthal do bị thay thế bởi một trình tự liên quan đến người hiện đại.

## Nhân khẩu

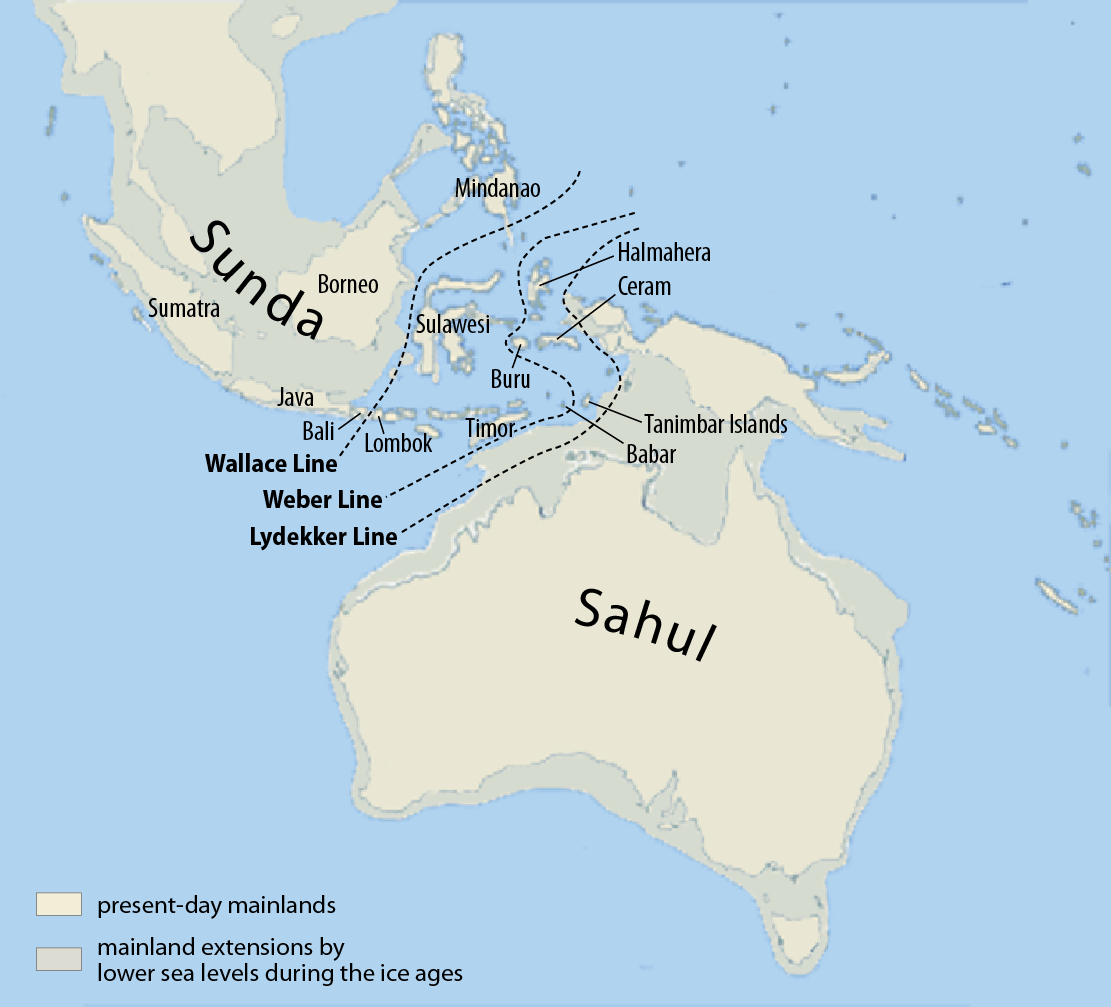
Người Denisova dường như đã di cư vượt qua Đường Wallace.

Người Denisova chắc chắn từng sinh sống tại Siberia, Tây Tạng và Lào. Hàm Hạ Hà là bằng chứng sớm nhất về sự hiện diện của chi Homo trên cao nguyên Tây Tạng. Mặc dù di cốt của người Denisova mới chỉ được xác định tại ba địa điểm trên, song dấu vết DNA của họ trong bộ gen người hiện đại chứng tỏ họ từng có mặt khắp Đông Á, khả năng lấn sang cả Tây Âu. Năm 2019, nhà di truyền học Guy Jacobs và các cộng sự đã phân biệt ba quần thể Denisova nguồn của sự xâm nhập gen vào các quần thể hiện đại ngày nay. Ba quần thể đó là bản xứ lần lượt tại: Siberia và Đông Á; New Guinea và các đảo lân cận; Châu Đại Dương và, ở mức độ thấp hơn, khắp Châu Á. Theo mô hình alen hợp nhất, người Denisova tại Hang Denisova tách khỏi quần thể thứ hai (liệt kê bên trên) khoảng 283.000 năm trước; và tách khỏi quần thể thứ ba khoảng 363.000 năm trước. Điều này chỉ đến sự tồn tại của một rào cản sinh sản giữa các quần thể Denisova.
Dựa trên tỷ lệ DNA Denisova khá cao ở người bản xứ Papua và Úc hiện đại, có ý kiến cho rằng người Denisova đã vượt Đường Wallace rồi tiến vào những vùng này (với ít dòng di cư ngược về phía tây), và là loài người đầu tiên thực hiện một cuộc di cư như vậy. Theo logic này, họ cũng có thể đã đặt chân đến Philippines và chung đụng với H. luzonensis, loài người mà có lẽ là họ hàng gần của người Denisova. Những nhóm lưu dân Denisova chắc hẳn đã phải băng qua các vùng nước rộng. Đáng chú ý hơn, người Iceland cũng sở hữu tỉ lệ DNA Denisova cao bất thường, nhiều khả năng bắt nguồn từ một quần thể Denisova xa về phía tây dãy núi Altay. Dữ liệu di truyền cho thấy người Neanderthal thường xuyên thực hiện những chuyến vượt biển dài giữa châu Âu và vùng núi Altay với tần suất thường xuyên hơn trước thời điểm họ tuyệt chủng.
Áp dụng thống kê phân phối mũ để phân tích độ dài haplotype, Jacobs tính toán sự xâm nhập gen vào người hiện đại xảy ra cách đây 29.900 năm đối với quần thể Denisova tổ tiên của người New Guinea; và cách đây 45.700 năm đối với quần thể tổ tiên chung của người New Guinea và người Châu Đại Dương. Niên đại muộn như vậy ở quần thể New Guinea ngụ ý rằng người Denisova có khả năng vẫn sinh tồn cho đến khoảng 14.500 năm trước, khiến họ trở thành loài người cổ xưa duy nhất sinh sống song song với người hiện đại ở thời điểm đó. Ngoài ra, một quần thể thứ ba dường như đã xâm nhập gen vào Đông Á, song chưa có đủ bằng chứng DNA để xác định khung thời gian chắc chắn.
MtDNA của mẫu Denisova 4 tương đồng cao với Denisova 3, cho thấy rằng hai mẫu này thuộc cùng một quần thể. Sự đa dạng di truyền giữa các cá nhân Denisova từ Hang Denisova thấp hơn so với những gì được thấy ở người hiện đại, có phần giống với người Neanderthal. Tuy nhiên, điều này có thể bắt nguồn từ việc cư dân ở Hang Denisova ít nhiều bị cô lập sinh sản so với những quần thể Denisova khác, và do vậy, khi xét trên toàn bộ phạm vi địa lý, sự đa dạng di truyền của người Denisova có lẽ cao hơn thế nhiều.
Hang Denisova thuở xưa biến đổi luân phiên từ cảnh quan rừng thông-bạch dương ấm và ẩm vừa phải sang cảnh quan lãnh nguyên hoặc rừng lãnh nguyên. Ngược lại, động Bạch Thạch Nhai tọa lạc nơi cao nguyên có nhiệt độ thấp, không khí loãng và rất ít tài nguyên. Trước đây, người ta cho rằng chỉ người hiện đại mới có thể định cư trên vùng núi khắc nghiệt như vậy. Ngoài ra, người Denisova có vẻ cũng từng sinh sống trong các khu rừng rậm ở Đông Nam Á. Địa điểm Tam Ngũ Hào 2 trước kia dường như từng là một khu rừng kín.

## Giải phẫu
Hiện tại có rất ít thông tin về đặc điểm giải phẫu chính xác của người Denisova, bởi lẽ từ trước đến nay các nhà khảo cổ mới chỉ tìm thấy vỏn vẹn một xương ngón tay, ba chiếc răng, một số mảnh xương dài, một phần xương hàm, và một mảnh xương đỉnh của loài người này. Xương ngón tay nằm trong phạm vi biến thể của người hiện đại đối với phụ nữ, trái ngược với các răng hàm lớn, khỏe, giống răng của người cổ đại thuộc thời kỳ Trung đến Hậu Canh Tân. Răng hàm thứ ba của họ nằm ngoài phạm vi khả dĩ của tất cả các nhánh Homo ngoại trừ H. habilis và H. rudolfensis, có nét giống răng của nhóm australopithecine. Răng hàm thứ hai của họ lớn hơn của người hiện đại và người Neanderthal, có nét giống răng của H. erectus và H. habilis. Tương tự người Neanderthal, hàm dưới của người Denisova có một khoảng trống phía sau các răng hàm, đồng thời có các răng cửa khá phẳng; tuy nhiên phần thân hàm dưới của họ không cao, và tiếp hợp ghép cằm tại đường giữa hàm dưới bị lẹm nhiều hơn. Xương đỉnh của họ có dáng dấp giống H. erectus.
Khuôn mặt của người Denisova đã được tái tạo dựa trên phương pháp so sánh quá trình methyl hóa ở các locus di truyền riêng lẻ liên quan đến cấu trúc khuôn mặt. Phân tích này kết luận người Denisova, tương tự người Neanderthal, có khuôn mặt dài, rộng và đổ về trước; mũi lớn hơn; trán dốc; hàm nhô; hộp sọ dài và dẹt; ngực và hông rộng. Tuy nhiên, hàng răng của người Denisova dài hơn người Neanderthal và người hiện đại về mặt giải phẫu.
Các nắp sọ của người cổ xưa ở Đông Á vào khoảng giữa đến cuối thế Canh Tân chia sẻ nhiều điểm chung với người Neanderthal. Các nắp sọ từ Hứa Xương có đường gờ lông mày nổi bật giống người Neanderthal, song le các torus thuộc gáy và thuộc góc gần đáy hộp sọ bị tiêu giảm hoặc vắng mặt hoàn toàn, và mặt sau của hộp sọ khá tròn giống người hiện đại sơ khai. Thể tích não của mẫu Hứa Xương 1 rơi vào tầm 1800 cc, khá cao nếu là sọ người Neanderthal hoặc người hiện đại sơ khai, và vượt xa mức trung bình của con người ngày nay.
Bộ gen Denisova từ Hang Denisova bao gồm các biến thể gen mà nếu chúng xuất hiện ở người hiện đại thì ắt liên quan đến da sẫm màu, tóc nâu và mắt nâu. Bộ gen Denisova cũng gồm một vùng biến thể xung quanh gen EPAS1 mà cũng xuất hiện ở người Tây Tạng, cho phép họ thích nghi với nồng độ oxy thấp ở những nơi cao, và trong vùng chứa các locus WARS2 và TBX15, ảnh hưởng đến sự phân bố chất béo trong cơ thể của người Inuit. Ở người Papua, các alen Neanderthal xâm nhập xuất hiện với tần suất cao nhất ở các gen biểu hiện trong não, còn các alen Denisova xuất hiện với tần suất cao nhất ở các gen biểu hiện trong xương và các mô khác.

## Văn hóa

### Hang Denisova
Công cụ bằng đá được chế tác trong Hang Denisova đặc trưng với các hạch đá hình đĩa và hạch đá kiểu Kombewa, song các hạch đá và các mảnh tước kiểu Levallois cũng đã được phát hiện. Giới khảo cổ đã tìm thấy nhiều công cụ nạo, công cụ có răng cứa và công cụ có khía trong hang, bị vứt bỏ tại Buồng Chính từ khoảng 287±41 nghìn năm trước; và ở Buồng Nam từ khoảng 269±97 nghìn năm trước; cho đến khoảng 170±19 nghìn năm trước và 187±14 nghìn năm trước ở lần lượt Buồng Chính và Đông.
Các đống di tích trung kỳ đá cũ bao gồm chủ yếu các loại hạch đá phẳng, hình đĩa và Levallois, ngoài ra cũng có vài dạng hình cận lăng trụ. Những công cụ được phát hiện phổ biến tại đây là công cụ nạo bên, song cũng có công cụ gờ khía-răng cứa, công cụ nạo bằng hai đầu, mảnh tước dùng để trổ (burin), chàng đá, và các mảnh tước ngắn. Chúng có niên đại cách đây 156±15 nghìn năm ở Buồng Chính, 58±6 nghìn năm ở Buồng Đông, và khoảng 136±26 đến 47±8 nghìn năm ở Buồng Nam.
Các di vật hậu kỳ đá cũ có niên đại lần lượt là 44±5 nghìn năm trước tại Buồng Chính, 63±6 nghìn năm trước tại Buồng Đông, và 47±8 nghìn năm trước ở Buồng Nam, mặc dù một số lớp trầm tích của Buồng Đông có vẻ đã bị xáo trộn. Cư dân thời kỳ này tại đây sản xuất lưỡi đá và công cụ Levallois, nhưng công cụ nạo vẫn chiếm chủ yếu sản lượng đầu ra. Một dạng lưỡi đã nhỏ tiên tiến thời hậu kỳ đá cũ, khác biệt với kỹ thuật nạo khi trước, bắt đầu tích tụ tại Buồng Chính khoảng 36±4 nghìn năm trước.
Ở các tầng hậu kỳ đá cũ, người ta đã tìm thấy một số công cụ bằng xương và đồ trang trí, bao gồm một chiếc vòng bằng đá cẩm thạch, một chiếc vòng ngà voi, một mặt dây chuyền bằng ngà voi, một mặt dây chuyền bằng răng hươu đỏ, một mặt dây chuyền bằng răng nai sừng tấm, một chiếc vòng tay bằng chloritolite và một cây kim làm từ xương. Tuy nhiên, người Denisova chỉ sinh sống trong hang cho đến khoảng 55 ka; mà niên đại của các đồ tạo tác thuộc hậu kỳ đá cũ trùng với thời điểm người hiện đại di cư vào Siberia (mặc dù điều này không xảy ra ở vùng Altay); và mẫu vật duy nhất trong hang với niên đại trùng khớp (mẫu Denisova 14) lại có DNA quá suy thoái nên không thể xác nhận danh tính loài, vì vậy, chủ nhân thực sự của những đồ tạo tác ấy vẫn còn là bí ẩn.

### Tây Tạng
Năm 1998, tổng cộng năm hằn tay và hằn chân trẻ em đã được phát hiện tại một đơn vị đá travertine gần suối nước nóng Khâu Tang ở Tây Tạng (tọa độ 30°00′25″N, 90°46′07″E), nơi vào năm 2021 đã được định niên đại vào khoảng 226-169 nghìn năm trước dựa trên phân rã uranium. Đây là bằng chứng lâu đời nhất về sự định cư của chi Homo trên cao nguyên Tây Tạng, và bởi lẽ hàm Hạ Hà rất cổ trong khu vực thuộc về người Denisova (nó vẫn trẻ hơn so với các vết hằn Khâu Tang), chúng hẳn đã được tạo ra bởi những đứa trẻ Denisova. Những dấu ấn đó được hằn trên một bề mặt chật hẹp, tuy cũng có chút trùng lặp giữa các dấu ấn, những đứa bé có lẽ đã cố tình dàn trải sao cho chúng ít bị chồng lẫn lên nhau nhất có thể. Nếu được coi là nghệ thuật, đây sẽ là ví dụ lâu đời nhất về hội họa trên đá và phải tận tới khoảng 40.000 năm trước đây thì những dấu vết kiểu này mới tái xuất trong bản ghi khảo cổ.
Dấu chân bao gồm bốn vết bàn chân phải và một vết bàn chân trái chồng lên một trong những vết bàn chân phải; và có lẽ thuộc về hai cá nhân khác nhau. Cá nhân tạo ra vết chân trái đè lên vết chân phải có lẽ đã rụt các ngón chân lại và ngọ nguậy chúng trong bùn, hoặc đã vùi ngón tay vào vết ngón chân. Dấu bàn chân dài khoảng 192,3 mm (7,57 in), tương đương một đứa bé tầm 7 hoặc 8 tuổi nếu tính theo mức sinh trưởng người hiện đại. Có hai bộ dấu bàn tay người (cả tay trái và phải), nhiều khả năng được tạo ra bởi một đứa bé lớn tuổi trừ trường hợp một trong hai đứa bé nhỏ tuổi trước có ngón tay dài. Chiều dài trung bình của các dấu bàn tay là 161,1 mm (6,34 in), tương đương một đứa bé người hiện đại tầm 12 tuổi, và chiều dài ngón tay giữa tương đương với của người hiện đại vị thành niên 17 tuổi. Một trong những dấu bàn tay có chứa thêm một vết hằn cẳng tay, và cá nhân tạo ra nó đã ngọ nguậy ngón cái trong bùn.

## Giao phối dị chủng

Mô hình tiến hóa chi Homo trong vòng 2 triệu năm gần đây (trục tung)

Phân tích bộ gen người hiện đại cho thấy người hiện đại trong quá khứ đã giao phối với ít nhất hai nhóm người cổ xưa, người Neanderthal và người Denisova, và những sự kiện giao phối như vậy đã xảy ra nhiều lần. So sánh bộ gen người Denisova, Neanderthal và người hiện đại đã tiết lộ bằng chứng về một mạng lưới giao phối phức tạp giữa các dòng dõi này.

### Với người cổ xưa
Tận 17% bộ gen Denisova từ hang Denisova đại diện cho DNA của quần thể người Neanderthal địa phương. Mẫu vật Denisova 11 (biệt danh Denny) là con lai F1 (thế hệ đầu tiên) giữa hai dòng dõi Denisova/Neanderthal; điều này có lẽ chứng tỏ sự giao phối dị chủng ở đây diễn ra khá thường xuyên. Bộ gen Denisova chia sẻ nhiều alen có nguồn gốc từ bộ gen của quần thể Neanderthal Altay từ Siberia hơn là so với bộ gen Neanderthal từ hang Vindija ở Croatia hoặc bộ gen Neanderthal từ hang Mezmaiskaya ở dãy Kavkaz, chứng tỏ dòng gen này bắt nguồn từ một quần thể có liên quan mật thiết với quần thể Neanderthal bản xứ Altay. Tuy nhiên, người cha Denisova của Denny sở hữu gen xâm nhập điển hình của người Neanderthal Altay, còn người mẹ Neanderthal của cô là đại diện của một nhóm dân cư có quan hệ gần gũi hơn với người Neanderthal từ hang Vindija.
Khoảng 4% bộ gen của người Denisova bắt nguồn từ một hominin cổ xưa chưa được xác định, mà có lẽ đã phát sinh nguồn mtDNA cổ đại dị thường. Điều này cho thấy người Denisova tách khỏi người Neanderthal và người hiện đại hơn một triệu năm trước. Hai loài Homo duy nhất sống ở châu Á vào giai đoạn Pleistocen muộn là H. erectus và H. heidelbergensis, dù vậy vào năm 2021, một số mẫu vật trước đây được quy cho loài H. heidelbergensis đã được tái phân loại thành H. longi và H. daliensis.
Trước khi tách khỏi người Neanderthal, tổ tiên của hai giống loài này ("người Neandersovan") di cư khỏi châu Phi, tiến vào châu Âu, và dường như đã giao phối với nhiều loài người "siêu thái cổ" có mặt ở đó từ trước; những loài mà vốn là hậu duệ của dòng di cư khỏi châu Phi vào khoảng 1.9 mya.

### Với người hiện đại
Một nghiên cứu năm 2011 phát hiện rằng DNA Denisova rất phổ biến ở thổ dân Úc, thổ dân Cận Oceania, thổ dân Polynesia, thổ dân Fiji, thổ dân Đông Indonesia và thổ dân Mamanwa (từ Philippines); song hiếm khi hiện diện ở người Á Đông, thổ dân Tây Indonesia, thổ dân Jahai (từ Malaysia) hoặc thổ dân Onge (từ Quần đảo Andaman). Điều này chứng tỏ sự xâm nhập gen diễn ra ở khu vực Thái Bình Dương chứ không phải trên Lục địa, và rằng tổ tiên của các nhóm dân thứ hai không có mặt ở Đông Nam Á vào thời điểm đó, điều này cũng chứng tỏ tồn tại hai luồng di cư của người hiện đại vào Đông Á. Khoảng 4–6% hoặc 1.9–3.4% bộ gen của người Melanesia phát sinh từ sự xâm nhập gen Denisova. Có báo cáo cho rằng thổ dân New Guinea và Úc sở hữu thành phần DNA xâm nhập lớn nhất, theo đó thì thành phần DNA này ở người Úc thấp hơn người New Guinea. Nghiên cứu di truyền năm 2012 phát hiện ra rằng thành phần tổ tiên Denisova của người Negrito Phillipines cao hơn 30-40% người Papua, theo ước tính của họ thì chiếm gần 5% bộ gen. Mức cao nhất được ghi nhận là trong bộ gen của dân Aeta. Tại Papua, thành phần tổ tiên Denisova hay xuất hiện ở các nhiễm sắc thể thường chứ ít khi ở nhiễm sắc thể X, song một số nhiễm sắc thể thường (đơn cử như nhiễm sắc thể 11) cũng có khá ít thành phần tổ tiên Denisova – dấu hiệu khả dĩ của bất tương thích lai chủng. Sự thiếu vắng thành phần tổ tiên Denisova ở nhiễm sắc thể X có lẽ chỉ đến hai kịch bản, hoặc là hiếm có gen nữ giới Denisova nào xâm nhập được vào bộ gen người hiện đại, hoặc là đã từng có nhiều làn sóng nhập cư của phụ nữ người hiện đại khiến thành phần tổ tiên Denisova ở nhiễm sắc thể X bị pha loãng.
Trái lại, 0.2% bộ gen người châu Á đại lục và thổ dân châu Mỹ phát sinh từ dòng tổ tiên Denisova. Người Nam Á có mức lai tạp Denisova tương tự người Đông Á. Việc phát hiện mẫu Điền Viên Nhân 40.000 năm tuổi thiếu vắng thành phần DNA Denisova như ở các quần thể Đông Á khác đã làm lung lay giả thuyết cho rằng sự nhập cư của người hiện đại là nguyên nhân gây loãng thành phần tổ tiên Denisova, còn quần thể Melanesia thì sống cách li về mặt sinh sản. Một nghiên cứu bộ gen của người Hán, người Nhật và người Thái vào năm 2018 đã chỉ ra rằng, các quần thể Đông Á thừa hưởng DNA từ hai nguồn Denisova khác nhau: một nguồn giống DNA Denisova trong bộ gen Papua, và một nguồn có quan hệ gần hơn với bộ gen Denisova từ Hang Denisova. Điều này có lẽ là dấu hiệu cho thấy từng có hai sự kiện xâm nhập gen người hiện đại từ hai quần thể Denisova độc lập. Trong các bộ gen Nam Á, DNA chỉ có một nguồn xâm nhập duy nhất mà được quan sát ở người Papua. Một nghiên cứu vào năm 2019 đã phát hiện ra một làn sóng xâm nhập gen thứ ba vào bộ gen người Đông Á. Tuy nhiên, sự xâm nhập gen không nhất thiết là diễn ra vào đúng thời điểm con người di cư vào khu vực này.
Thời điểm xâm nhập gen ở các quần thể Oceania rất có thể đã xảy ra sau khi quần thể Á-Âu và Oceania tách rẽ xấp xỉ 58.000 năm trước, và trước khi quần thể Papua và Thổ dân Úc tách rẽ khoảng 37.000 năm trước. Xét về sự phân bố DNA Denisovan ngày nay, sự kiện này có lẽ đã diễn ra ở Wallacea; phát hiện về di cốt của một cô gái Toala 7.200 tuổi (huyết thống gần với quần thể Papua và thổ dân Úc) từ Sulawesi có chứa DNA Denisova, đã khiến một số nhà di truyền chọn Sundaland là ứng cử viên tiềm năng cho nơi diễn ra sự xâm nhập gen. Tuy vậy, các bộ gen được dải trình tự đến nay của các di cốt người săn bắt hái lượm thuở sớm khác ở Sunda lại chứa rất ít DNA Denisova, điều này dẫn đến hai trường hợp: hoặc là sự kiện xâm nhập gen không diễn ra ở Sundaland, hoặc là thành phần tổ tiên Denisova đã bị làm loãng bởi dòng gen từ châu Á lục địa của văn hóa Hòa Bình và các nền văn hóa đá mới hậu kỳ.
Ở các khu vực khác trên thế giới, sự xâm nhập gen cổ vào bộ gen người hiện đại tách nhánh từ một nhóm Neanderthal có quan hệ với quần thể ở Hang Vindija, Croatia, thay vì những nhóm cổ có quan hệ với quần thể Neanderthal và Denisova ở Siberia. Dù vậy, khoảng 3,3% DNA cổ đại trong bộ gen người Iceland hiện đại bắt nguồn từ người Denisova, và tỉ lệ phần trăm cao như vậy có lẽ ám chỉ một quần thể Denisova từng sinh sống ở phía tây Á-Âu.
Tuy không hiện diện ở bộ gen Denisova được giải trình tự, có ý kiến cho rằng kiểu mẫu phân bố và kiểu phân ly của HLA-B*73 khỏi các alen HLA (liên quan đến thụ thể tế bào tiêu diệt tự nhiên của hệ miễn dịch) bắt nguồn tự sự xâm nhập gen Denisova vào bộ gen người hiện đại ở Tây Á. Trong một nghiên cứu năm 2011, nửa số alen HLA của người Á-Âu hiện đại đã được minh chứng là hiện diện ở các nhóm đơn bội HLA cổ, và được suy đoán là có nguồn gốc Denisova hoặc Neanderthal. Nhóm đơn bội EPAS1 ở người Tây Tạng hiện đại, đột biến mà đã cho phép họ sống ở những nơi cao ít oxy, rất có thể bắt nguồn từ người Denisova. Các gen có liên hệ với các vận chuyển thể phospholipid (liên quan đến quá trình chuyển hóa lipid) và với các thụ thể liên kết-amin vết (liên quan đến khứu giác) hoạt động tích cực hơn ở những người có thành phần tổ tiên Denisova cao. Các gen Denisova có lẽ đã ban cho con người khả năng miễn dịch ở chừng mực nhất định đối với biến thể G614 của SARS-CoV-2. Các sự kiện xâm nhập gen Denisova có lẽ đã ảnh hưởng đến cấu trúc hệ đề kháng của các quần thể Papua hiện đại và thiên vị "các biến thể của các kiểu hình liên quan đến đề kháng" và "thích ứng với môi trường địa phương".
Tháng 12 năm 2023, các nhà khoa học báo cáo rằng các gen Neanderthal và Denisova tồn đọng có khả năng ảnh hưởng về mặt sinh học đến các hành vi sinh hoạt thường ngày của người hiện đại.